# Guillermo Stábile
Guillermo Stábile, né le 17 janvier 1905 à Buenos Aires (quartier de Parque Patricios)  et mort le 27 décembre 1966 dans cette même ville, est un footballeur international argentin évoluant au poste d'attaquant dans les années 1920 et 1930, avant de se reconvertir comme entraîneur de club et sélectionneur de l'équipe d'Argentine. 
Stábile doit sa notoriété à son titre de meilleur buteur de la première Coupe du monde de l'histoire, en 1930 en Uruguay, pour sa seule expérience internationale comme joueur, puis d'être le recordman de longévité à la tête d'une sélection nationale et de victoires en Copa América. 
En tant que joueur, Stábile évolua au CA Huracán en Argentine, avant de rejoindre le continent européen à la suite du Mondial 1930. Il joue plusieurs années en Italie, au Genoa CFC puis une saison au SSC Naples, avant de rejoindre la France et le Red Star Olympique. Stábile débute comme entraîneur au Red Star, tout en restant joueur. Il participe au titre de champion de  deuxième division 1938-39 un an après la relégation, mais quitte le pays avant le début de la Seconde guerre mondiale. 
De retour en Argentine, il entraîne plusieurs clubs et prend la tête de la sélection argentine, qu'il dirige durant 21 ans, de 1939 à 1960, avec qui il remporte six Championnat sud-américain, un record. Il remporte aussi trois championnats d'Argentine avec le Racing.

## Biographie

### Débuts amateurs à Hurácan (1920-1930)

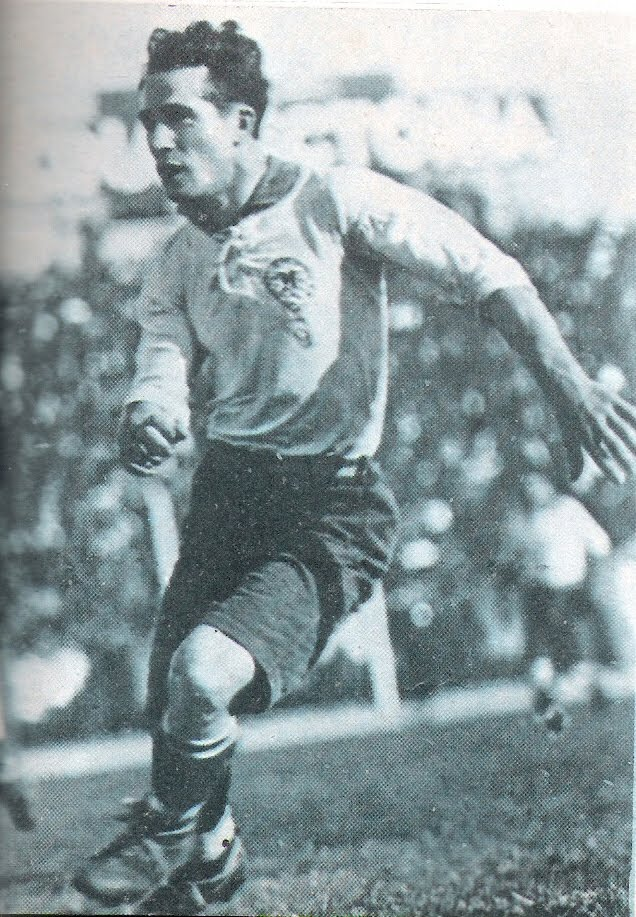
Guillermo Stábile avec Huracán vers 1928.

Né à Buenos Aires, Guillermo Stábile commence sa carrière de footballeur en Argentine, au Club Atlético Huracán dans sa ville natale. Durant ses dix années passées au club (1920-1930), il est amateur, le professionnalisme n'arrivant qu'en 1931 en Argentine. Il remporte plusieurs titres avec le CA Hurucan, dont deux championnats d'Argentine amateur en 1925, dont il termine meilleur buteur avec 17 buts, et en 1928.
En novembre 1925, il est retenu pour des matchs d'observation en préparation du Championnat sud-américain dans les semaines suivante. Stabile n'est pas retenu dans l'équipe d'Argentine qui remporte la compétition.
En janvier 1926, Stabile dispute le match All Star entre son équipe de l'Association du football argentin et sa dissidente, l'Association amateur de football. Stabile inscrit un triplé (6-0).

### Meilleur buteur de la Coupe du monde 1930
La première Coupe du monde de football est organisée en Uruguay en 1930. Guillermo Stábile, alors âgé de 25 ans, est retenu dans l'équipe d'Argentine pour la première fois. Il ne dispute pas le premier match contre la France,.
Stábile fait ses débuts en sélection lors du deuxième match de la phase de poule en raison de l'absence de l'attaquant titulaire Manuel Ferreira, convoqué à un examen universitaire,,. Contre le Mexique, il ne lui faut que huit minutes sous le maillot couleur bleu ciel pour inscrire son premier but. Stábile inscrit trois buts au total au cours de ce match pour une victoire 6-3. Lors du troisième match contre le Chili, il réalise un doublé (victoire 3-1), qualifiant l'Argentine en demi-finale. Opposés aux États-Unis, les Argentins obtiennent une victoire 6-1 avec deux nouveaux buts de Stábile.

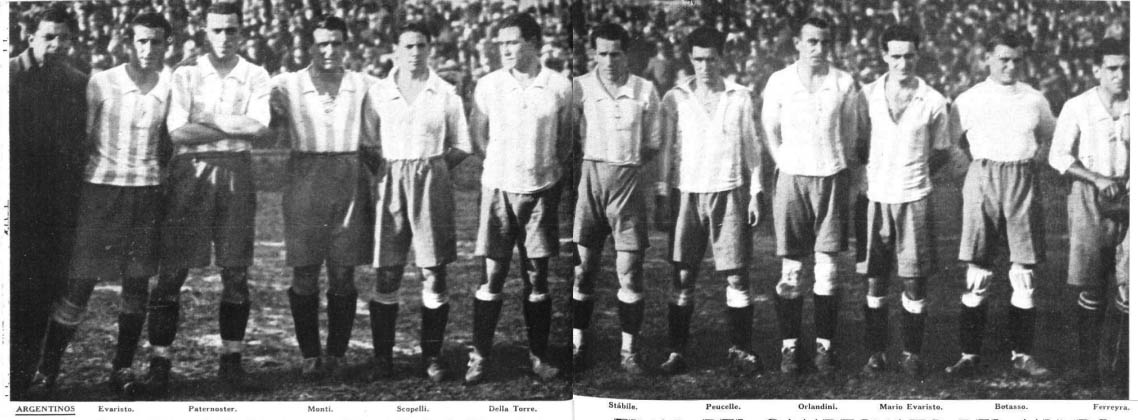
Stabile (5e à d.) et les finalistes argentins du Mondial 1930.

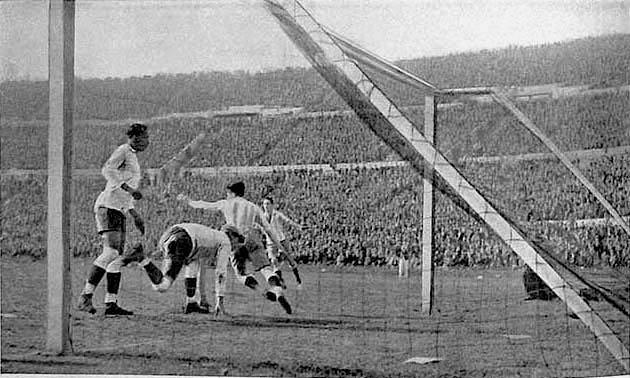
Stabile (au c.) après son but de contre l'Uruguay.

La première finale d'une Coupe du monde se déroule contre l'équipe du pays-hôte, l'Uruguay. Stábile donne l'avantage aux Argentins avant la mi-temps (1-2), mais ils s'inclinent finalement. En fin de match, l'Argentine essaye alors d'égaliser ; Guillermo Stábile envoie un tir sur la barre transversale puis, sur l'action suivante, l'Uruguayen ajoute un dernier but dans les dernières minutes de jeu, scellant le résultat du match (4-2).
Buteur à cinq reprises en trois matches après son triplé inaugurale, Stábile termine largement en tête du classement des buteurs. Guillermo Stábile est le meilleur buteur de la première Coupe du monde de l'histoire avec huit buts.
Il s'agit des quatre seules sélections de Stábile en équipe nationale argentine. Jamais sélectionné avec le Mondial, le joueur décide de rejoindre le continent européen à la suite du tournoi et ne rejoue plus jamais en sélection après.

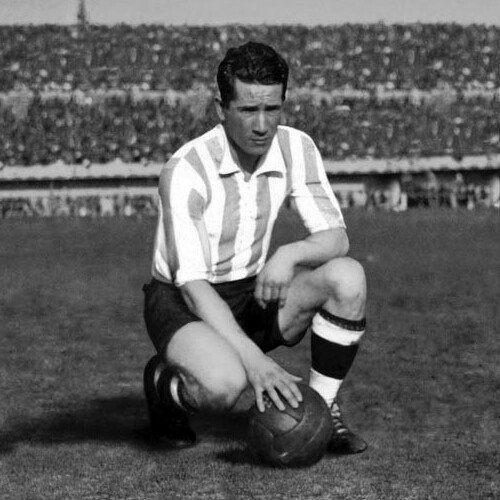
Guillermo Stabile vers 1930.

### Carrière en Europe et débuts sur le banc (1930-1939)
À la suite de la Coupe du monde 1930, Stábile accepte un contrat lucratif au Genoa et rejoint l'Europe, mettant déjà fin à sa carrière internationale. Le 16 novembre 1930, deux jours seulement après son arrivée, sans s'être entraîné avec ses nouveaux coéquipiers, il inscrit un triplé face au Bologne SC, alors premier du championnat. Lors de la saison 1931-1932, Guillermo Stábile fait ses débuts sur le banc en co-entraînant avec Luigi Burlando, tout en étant joueur[réf. nécessaire]. Stabile subit une fracture du tibia, puis une autre du péroné, qui ne lui permettent de disputer que 41 matchs pour quinze buts en cinq saisons.

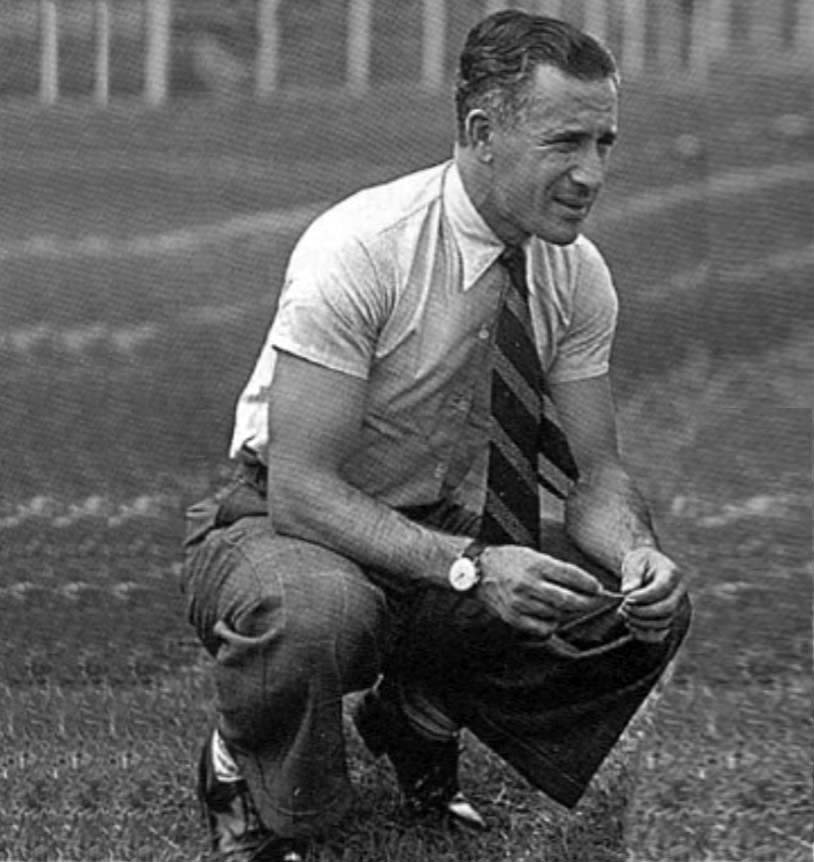
Guillermo Stabile à ses débuts sur le banc.

En 1934, alors que Bologne est relégué en deuxième division, Stabile rejoint le SSC Naples où il rejoint un autre sud-américain Attila Sallustro. Le club finit à la huitième place du championnat d'Italie, Stábile marquant à trois reprises pour 20 rencontres[réf. nécessaire].
En 1935, Stábile rejoint la France et le Red Star, où il peut compter sur la présence d’un compatriote du Mondial 1930 dans l’effectif : Alejandro Scopelli. Stábile est entraîneur-joueur dès sa première saison 1935-36, où il marque aussi dix buts en championnat et participe à atteindre les demi-finales de Coupe de France. À la fois joueur et entraîneur durant trois années, il devient l’un des cadres de l’équipe reléguée au terme de la saison 1937-38. Lors de l'exercice 1938-39, alors que la Seconde Guerre mondiale se prépare, Stábile fuit la France et rejoint son pays natal ; Augustin Chantrel lui succède pour le reste de la saison 1938-1939. où l'équipe remporte le titre de Division 2. Durant ces trois saisons, il reste joueur.

### Vingt ans sélectionneur à succès de l'Argentine (1939-1960)
À l'été 1939, Guillermo Stábile prend en charge l'Équipe d'Argentine de football. Il a 33 ans lors de son premier match sur le banc face au Paraguay (1-0) puis un second toujours dans le cadre de la Chevallier Boutell Cup (2-2).
Entre mi-février et mars 1940, il enchaîne neuf rencontres internationales, dont cinq face au Brésil en Copa Roca. Lors de la Coupe Chevallier Boutell jouée en simultanée, Stábile nomme l'équipe et Carlos Calocero apparaît dans deux matches conter le Paraguay en tant qu'entraîneur.
De janvier 1941 à janvier 1942, Stabile et ses joueurs obtiennent la plus longue série de victoires de la sélection avec neuf succès. Lors de l'édition 1942 du tournoi, dont elle termine au 2e rang, l'Argentine enregistre la plus large victoire de son histoire contre l'Équateur, sur le score de 12 buts à 0.

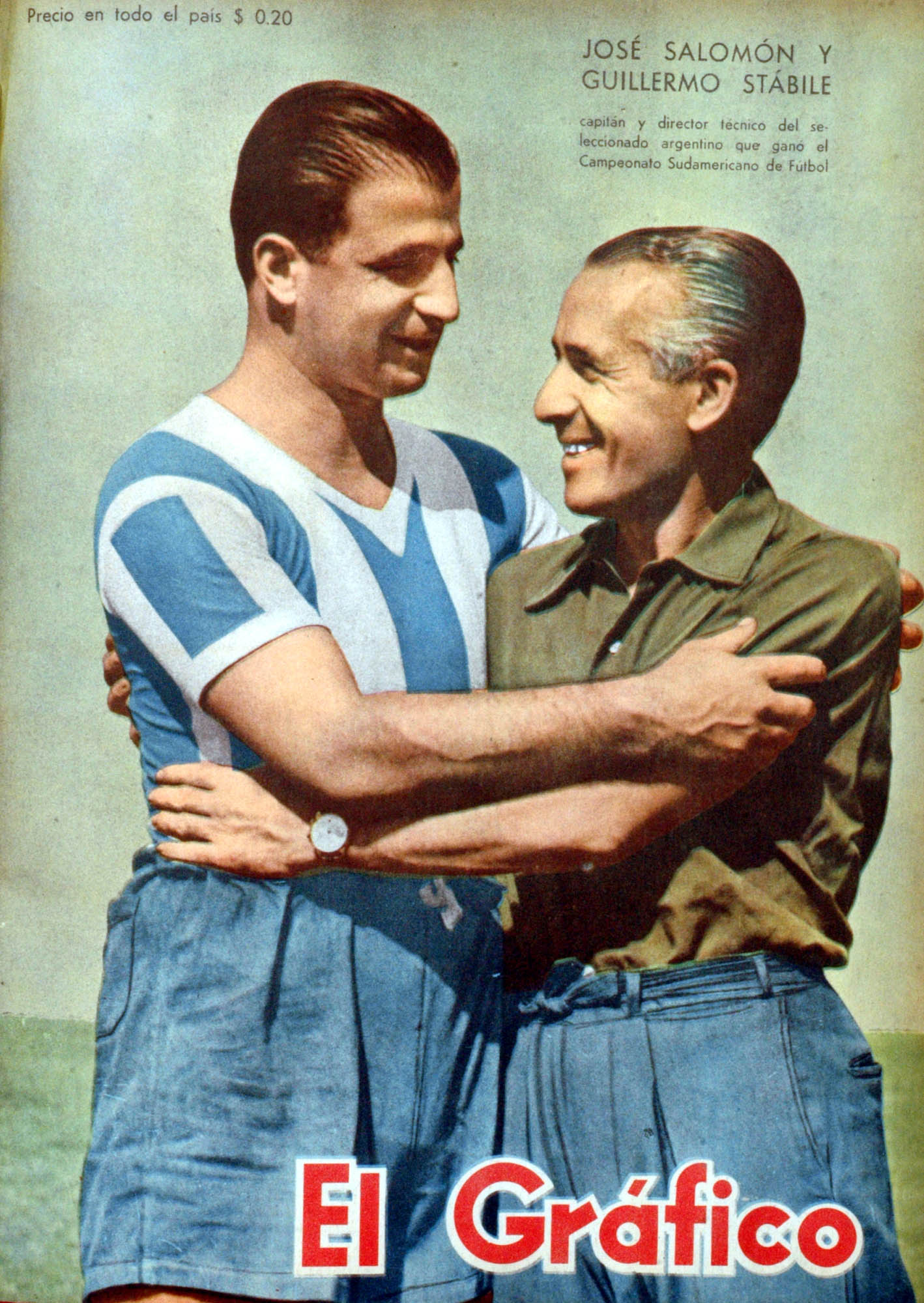
Stábile (à d.) et son capitaine en sélection José Salomón en une d'El Gráfico en 1946.

La sélection argentine dispose ces années-là d'une équipe redoutable, basée sur la légendaire Máquina de River Plate. L'Argentine se replie sur le continent sud-américain en limitant ses apparitions internationales au championnat sud-américain, épreuve qu'elle remporte six fois dans les années 1940 et 1950 : en 1941, 1945, 1946 et 1947, (puis en 1955 et 1957).
Stabile et son équipe remporte les deux premières éditions des Jeux panaméricains en 1951 et 1955.
Déjà forfait en 1938, l'Argentine déclare à nouveau forfait en phase éliminatoire pour le mondial brésilien de 1950, le premier après la Seconde Guerre mondiale, puis ne s'inscrit pas pour l'édition de 1954.
Il n'y a pas de matchs internationaux pour l'Argentine en 1948 et 1949. De 1950 à 1952 et 1954, l'Albiceleste ne joue que deux matchs amicaux par an, lors de tournées en Europe. En 1953, l'Argentine accueille l’Angleterre et l'Espagne. De 1942 à mai 1953, Stabile et ses joueurs obtiennent la plus longue série de matchs avec au moins un but inscrit, avec quarante rencontres.
En 1956, pourtant invaincu, l'Argentine termine deuxième du Championnat panaméricain de football derrière le Brésil.

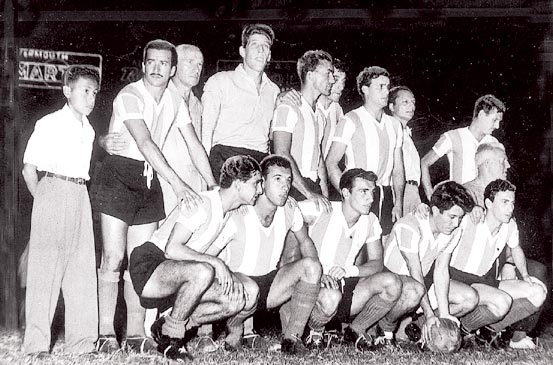
Stábile et l'Argentine championne d'Amérique du Sud 1957.

"Los Carasucias" (les visages sales) est le nom donné à l'équipe d'Argentine de football qui dispute le championnat sud-américain de 1957 à Lima, marquée par la sélection de nombreux jeunes joueurs par Guillermo Stábile. Cette équipe domine la compétition avec la meilleure défense et la meilleure attaque, battant le Pérou (8-2), l'Équateur (3-0), le champion en titre uruguayen (4-0) et le Chili (6-2). Elle s'impose également (3-0) sur le Brésil de Garrincha et Didi. Cette équipe, d'ores et déjà annoncée favorite de la coupe du monde de 1958, n'est pas reconduite. Les trois attaquants rejoignent l'Italie à une époque où l'on ne peut sélectionner des joueurs évoluant à l'étranger.
Stabile entre dans le cercle fermé des hommes à participer à la Coupe du monde comme joueur puis comme sélectionneur. Au premier tour du Mondial, l'Argentine s'incline d'abord face aux champions du monde en titre, l'Allemagne (3-1), se rattrape en dominant l'Irlande du Nord avant de s'effondrer et recevoir alors la plus large défaite de son histoire, le 15 juin 1958, contre la Tchécoslovaquie (6-1). L'événement est connu en Argentine comme le desastre de Suecia en français : « désastre de Suède ».
En 1959, Stabile n'est pas le sélectionneur pour le Championnat sud-américain en mars à domicile, au profit d'un triumvirat composé de Victorio Spinetto, José Della Torre et José Barreiro, ni en décembre de la même année, où l'équipe est gérée par José Manuel Moreno
Début 1960, Stabile offre le premier et dernier Championnat panaméricain à l'Argentine,. En juillet, Guillermo Stabile quitte le banc de l'Albiceleste après 127 matchs en bientôt 21 ans. Il s'agit du record mondial de longévité pour un sélectionneur nationale de football,. En revanche, à son époque, il y a moins de matches officiels et Stabile ne détient pas le record de nombre de matchs dirigés.

### Sur des bancs de clubs argentins (1940-1960)

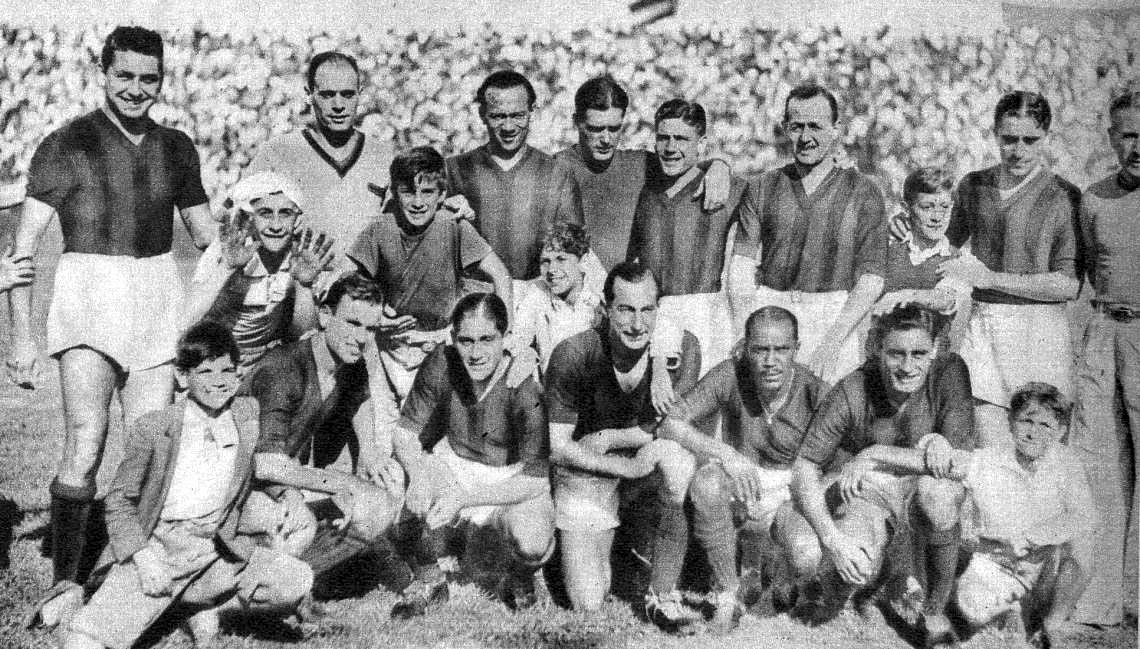
L'équipe de San Lorenzo et son entraîneur Stabile (coupé à droite) en 1940.

Durant son ère à la tête de la sélection argentine, Stabile entraîne également différents clubs argentins, tout d'abord le CA Huracán.
De 1943 à 1945, Stabile est entraîneur du Club Ferro Carril Oeste.
Avec le Racing Club de Avellaneda, Stabile remporte trois championnats d'Argentine (1949, 1950 et 1951).

### Fin de vie
Stabile décide de se retirer en 1960 de toutes fonctions d'entraîneur (Racing et sélection argentine). Il est ensuite le directeur de l'école de formation de son pays.
Guillermo Stabile meurt le 27 décembre 1966. En février 1967, un tournoi à son nom est disputé entre cinq clubs argentins.

## Style de jeu
Guillermo Stábile est surnommé « El filtrador » (l’homme qui s’infiltre, se faufile),, pour sa facilité à s'infiltrer dans les défenses adverses et son habileté devant le but. À son arrivée en France, au Red Star, il impressionne rapidement les supporters locaux par sa capacité à dribbler et à feinter l’adversaire grâce à ses accélérations et sa rapidité de course, malgré son petit gabarit (1m68).

## Statistiques

### Joueur

#### Par saison
| Saison                | Club                  | Championnat           | Championnat | Championnat | Coupe(s) nationale(s) | Coupe(s) nationale(s) | Argentine | Argentine | Total | Total |
| Saison                | Club                  | Division              | M.          | B.          | M.                    | B.                    | M.        | B.        | M.    | B.    |
| 1929-1930             | CA Huracán            | D1                    | -           | -           | -                     | -                     | 4         | 8         | 4     | 8     |
| 1930-1931             | Genoa CFC             | D1                    | 13          | 5           | -                     | -                     | -         | -         | 13    | 5     |
| 1931-1932             | Genoa CFC             | D1                    | -           | -           | -                     | -                     | -         | -         | 0     | 0     |
| 1932-1933             | Genoa CFC             | D1                    | 14          | 6           | -                     | -                     | -         | -         | 14    | 6     |
| 1933-1934             | Genoa CFC             | D1                    | 14          | 2           | -                     | -                     | -         | -         | 14    | 2     |
| 1934-1935             | SSC Napoli            | D1                    | 21          | -           | -                     | -                     | -         | -         | 21    | 0     |
| 1935-0000             | Genoa                 | D1                    | 1           | 1           | -                     | -                     | -         | -         | 1     | 1     |
| 1935-1936             | Red Star Olympique    | D1                    | 14          | 11          | -                     | -                     | -         | -         | 14    | 11    |
| 1936-1937             | Red Star Olympique    | D1                    | 2           | 1           | 1                     | 1                     | -         | -         | 3     | 2     |
| Total sur la carrière | Total sur la carrière | Total sur la carrière | -           | -           | -                     | -                     | 4         | 8         | 4     | 8     |

#### Buts internationaux
Guillermo Stabile marque durant chacun de ses quatre matches tous disputés au Stade Centenario.
| # | Date            | Score finale | Adversaire | But | Évolution | Tour du Mondial 1930 |
| - | --------------- | ------------ | ---------- | --- | --------- | -------------------- |
| 1 | 19 juillet 1930 | 6 – 3        | Mexique    | 8e  | 1 - 0     | 1er tour, 2e match   |
| 2 | 19 juillet 1930 | 6 – 3        | Mexique    | 17e | 3 - 0     | 1er tour, 2e match   |
| 3 | 19 juillet 1930 | 6 – 3        | Mexique    | 80e | 6 - 3     | 1er tour, 2e match   |
| 4 | 22 juillet 1930 | 3 – 1        | Chili      | 12e | 1 - 0     | 1er tour, 3e match   |
| 5 | 22 juillet 1930 | 3 – 1        | Chili      | 13e | 2 - 0     | 1er tour, 3e match   |
| 6 | 26 juillet 1930 | 6 – 1        | États-Unis | 69e | 3 - 0     | Demi-finale          |
| 7 | 26 juillet 1930 | 6 – 1        | États-Unis | 87e | 6 - 0     | Demi-finale          |
| 8 | 30 juillet 1930 | 4 – 2        | Uruguay    | 37e | 1 - 2     | Finale               |

### Entraîneur / sélectionneur
Guillermo Stábile entraîne l'Équipe d'Argentine de football durant vingt ans et 333 jours. Il dirige 127 matchs pour 85 victoires, soit trois-quart de succès (21 matchs nuls et autant de défaites).

## Palmarès

### Joueur
Guillermo Stabile est finaliste de la première Coupe du monde en 1930 avec l'Argentine.
Il remporte plusieurs titres avec le CA Hurucan, dont deux championnats d'Argentine amateur en 1925 et en 1928, et la Copa Ibarguren 1925. Lors de l'exercice 1938-1939 avec le Red Star, alors que la Seconde Guerre mondiale se prépare, Stábile fuit la France et rejoint son pays natal ; alors que l'équipe remporte le titre de Division 2.

### Entraîneur
À la tête de la sélection argentine, il remporte six Copa América, alors nommé Championnat sud-américain (1941, 1945, 1946, 1947, 1955, 1957), un record, dont le triplé de 1945-46-47, en dix participations.
Avec le Racing Club de Avellaneda, il est trois fois Champion d'Argentine consécutivement (1949, 1950 et 1951).
| International | Non-officiel | National                                                     |
| --- | --- | ------------------------------------------------------------ |
| - Championnat sud-américain (6) - Vainqueur : 1941, 1945, 1946, 1947, 1955, 1957. - Finaliste : 1942. - Championnat panaméricain (1) - Vainqueur : 1960 - Deuxième : 1956 - Jeux panaméricains (2) - Vainqueur : 1951 et 1955 | - Copa Newton (3) : 1942, 1945, 1957. - Copa Lipton (3) : 1942, 1945, 1957. - Copa Juan Mignaburu (2) : 1940, 1943. - Copa Héctor Rivadavia Gómez (1) : 1943. - Copa Roca (3) : 1939, 1940, 1971. | - Championnat d'Argentine (3) - Champion : 1949, 1950, 1951. |

### Distinctions personnelles et record
En tant que joueur, Guillermo Stábile est le meilleur buteur de la première Coupe du monde de l'histoire avec huit buts. Il est aussi meilleur buteur du championnat d'Argentine 1925.
Une fois sélectionneur, Stábile devient le détenteur du record de victoires en Copa América avec six titres. Avec bientôt 21 ans sur le banc argentin, il est le sélectionneur nationale de football à la plus longue longévité,. Stabile et ses joueurs obtiennent la plus longue série de victoires de la sélection (avec neuf succès de janvier 1941 à janvier 1942). Ils enchaînent par la plus longue série de matchs avec au moins un but inscrit (quarante rencontres de 1942 à 1953). Son Argentine enregistre la plus large victoire de son histoire contre l'Équateur, sur le score de 12 buts à 0, lors de l'édition 1942 du Championnat sud-américain. La moitié des plus gros succès de l'histoire de l'Albiceleste jusqu'en 2008 sont réalisées sous l'ère de Stabile.
En 1994, le journal français France Football publie un supplément spécial intitulé « Les 100 Héros de la Coupe du Monde » pour la période 1930-1990, Stabile est en 29e position. En novembre 1999, le magazine sportif brésilien Placar publie une liste des 100 meilleurs joueurs de tous les temps, dont Stabile est placé en 78e position. En octobre 2005, Placar publie cette fois sa liste des 100 meilleurs joueurs de toutes les Coupes du Monde, dont Stabile est 44e.